# الاتحاد النسوي المصري

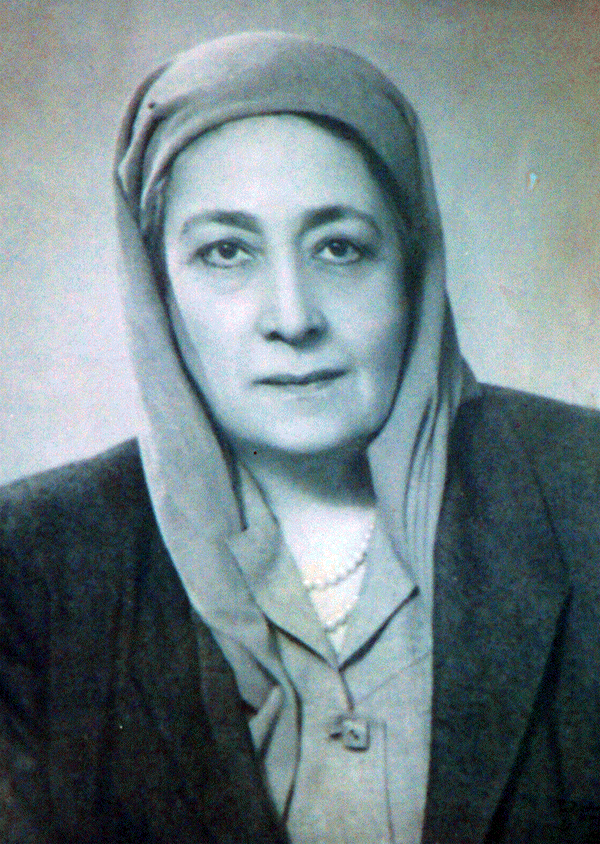
هدي شعراوي، مؤسسة الاتحاد النسوي المصري

يعد الاتحاد النسوي المصري أول حركة وطنية أنشأت في مصر في عام 1923 على يد الرائدة النسائية المصرية هدى شعراوي.

## تاريخ الاتحاد النسوي المصري

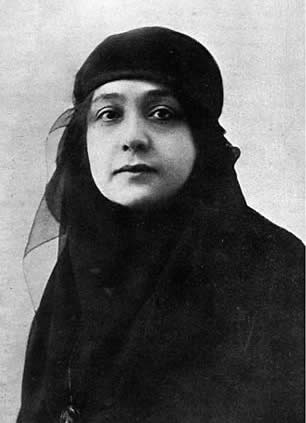
هدى شعراوي (المنيا، مصر، 23 يونيو 1879 - القاهرة، 12 ديسمبر 1947) واحدة من رائدات الحركة النسوية المصرية والعربية، 1 2 قومية ومؤسسة الاتحاد النسائي المصري.

تأسس الاتحاد النسوي المصري في يوم السادس عشر من مارس عام 1923، قبل أول مؤتمر دولي نسائي في روما سنة 1923، في منزل السيدة هدى شعراوي ابنه محمد سلطان الذي شغل منصب أول رئيس لمجلس النواب المصري، وبقيت هدى شعراوي تشغل منصب رئيسة هذا الاتحاد حتى وافتها المنية في عام 1947. انضم الاتحاد النسوي المصري للتحالف الدولي للمرأة. وبدأ الاتحاد نشاطه الصحفي فأصدر صحيفة دورية تسمي "L'Egyptienne" أي «المصرية» منذ عام 1925 وأصدر صحيفة «المرأة المصرية» منذ عام 1937. وفي عام 1966 أصدر الرئيس المصري جمال عبد الناصر أوامره بتغيير اسم الاتحاد إلى جمعية هدى شعراوي لتكوين اتحاد مصري نسوي جديد. كانت أهداف الاتحاد محددة منذ البداية فطالب برفع مستوى المرأة لتحقيق المساواة بينها وبين الرجل في جميع المجالات السياسية والاجتماعية. كما طالب الاتحاد النسوى بحق المرأة في الالتحاق بالتعليم العالي، وسن قاونين تحظر زواج الفتيات اللاتي لم تبلغن 16 عامًا، وإصلاح القوانين بهدف حماية المرأة من الظلم الذي كانت تعانيه بسبب تعدد الزيجات ومشكلات الطلاق وبيت الطاعة، وبمنح المرأة حق التصويت في الانتخابات. وكان من بين العضوات المؤسسات لهذا الاتحاد: هدى شعراوي التي شغلت منصب رئيسة الاتحاد، وشريفة رياض كنائبة لها، وسكرتيرتين هما إحسان القوسي وسيزا نبراوي. وطالبت العضوات باستقلال مصر الكامل عن انجلترا، غير أنهن كن يطالبن في نفس الوقت بإعلاء القيم الاجتماعية الأوروبية، مثل أعضاء حزب الوفد، نظرًا للاتجاه العلماني السائد في ذلك الوقت. وكان الهدف الرئيس لمؤسسات ذلك الاتحاد هو حصول المرأة على حريتها، فقد قامت اثنتين من مؤسسات هذا الاتحاد بخلع الحجاب عند نزولهم من القطار في محطة القطارات الرئيسية في القاهرة عام 1923. وقوبلت مطالبات الاتحاد بإصلاح التعليم بالترحيب في عام 1925 عندما قامت الحكومة المصرية بسن قانون يلزم الفتيات كما الفتيان بالذهاب إلى المدارس الابتدائية، ولاحقًا بحق الفتيات في دخول الجامعة. وعلى النقيض من ذلك، قوبل اقتراح الاتحاد بإصلاح قانون الأسرة بالرفض.

وفي عام 2011 أعيد إحياء هذا الاتحاد، وبدأ العمل كمنظمة غير ربحية وغير حكومية، غير أن أهداف ذلك الاتحاد كانت مختلفة تمامًا وكان الفريق المكون للاتحاد مختلفًا هو الآخر.

## أنشطة الاتحاد النسائي المصري
كان مسرح الاتحاد النساء المصري من أول المؤسسات التي قامت السيدة هدى شعراوي ببنائها وعقد به العديد من المؤتمرات حتى بعد وفاتها وتكلف إنشائه في ذلك الوقت 20000 ألف جنيها. كما أنشأت مشغلًا لتغليم الفتيات التطريز والحياكة وغير ذلك الكثير وأرسلت بعثة إلى تركيا مكونة من عدد كبير من سيدات المجتمعات ليتعلمن الحرف المرتبطة بالحياكة ونقلها بعد ذلك للفتيات المصريات. وعلاوة على ذلك قامت بإنشاء مستوصفًا طبيًا في عام 1934 لتقديم الخدمات الطبية المجانية للفقراء.

## أعضاء أول مجلس إدارة للإتحاد النسائي المصري
1. هدي شعراوي
2. ماري كحيل
3. سيزا نبراوي
4. إحسان القوسي
5. جميلة عطية
6. شريفة رياض

## رؤساء الاتحاد منذ إنشائه حتى الآن
كانت هدى شعراوي أول رئيسة للاتحاد، وشغلت هذا المنصب منذ عام 1931 حتى عام 1947، ثم ابنتها بثينة شعراوي، ثم جميلة عطية، ومن بعدها رجاء منصور زوجة الكاتب الراحل أنيس منصور منذ عام 1994 حتى الآن.

## وصلة خارجية
جمعية هدى شعراوي